# Brandpunt Reporter
Brandpunt Reporter, voorheen KRO Reporter, was een onderzoeksjournalistiek televisieprogramma van de KRO-NCRV (voorheen KRO). De eerste uitzending was in 1991.

## Achtergrond
Het programma heeft spraakmakende uitzendingen op zijn naam, bijvoorbeeld over de JSF, Dirk Scheringa, een reeks uitzendingen over de Hofstadgroep en de Nederlandse missie in Afghanistan, de macht van koningin Beatrix, Gladio, de terroristenafdeling van de EBI in Vught, Facebook, de Hells Angels, medische fouten bij orthopedische implantaten, de PVV in Europa, en de arbeidsomstandigheden en het brandstofbeleid bij Ryanair. De eindredacteur van het programma is Bart Nijpels, tevens programmamaker.
Na meerdere namen gehad te hebben werd in januari 2013 bekend dat het programma verdergaat als Brandpunt Reporter.